# Біла балка (Крим)
Біла балка (рос. б. Белая, Рыбацкая) — маловодна балка в Україні у Чорноморському районі Автономної Республіки Крим, на Кримському півострові, (басейн Чорного моря).

## Опис
Довжина балки 8 км, найкоротша відстань між витоком і гирлом — 7,65  км, коефіцієнт звивистості балки — 1,05 . Формується декількома безіменними балками.

## Розташування
Бере початок на північно-східній стороны від села Красносільське (до 1944 року — Кунан, крим. Qunan)  та на західній частині Тарханкутської височини. Тече переважно на північний захід через Національний природний парк Чарівна гавань і в урочищі Рибацьке впадає у бухту Кипчак (Каркінітська затока), частину Чорного моря.

## Цікаві факти
- Балка бере початок на південних схилах гори Кипчак (118,4 м)[1].
- У XIX столітті біля гирла балки існувала прикордонна застава[4].